# Championnat de Belgique masculin de handball de deuxième division 2011-2012
Navigation
Division 2 2010-2011 Division 2 2012-2013
La saison 2011-2012 du Championnat de Belgique masculin de handball de deuxième division est la 49e saison de la deuxième plus haute division masculine de handball en Belgique. La première phase du championnat, la phase classique, est suivie des Play-offs pour les quatre premières équipes et des Play-downs pour les six autres.
A l'issue de la finale de championnat opposé aux flandriens du HKW Waasmunster, remporté 2 match à rien, cette édition est remportée par l'EHC Tournai qui accède pour la première fois de son histoire au plus haut niveau, il s'agit également du troisième club hainuyer, après le SHC Mont-sur-Marchienne et le CSV Charleroi, à atteindre ce niveau. Les tournaisiens sont les seuls montant, ils remplaceront la saison suivante le HC Atomix. Les anversois du Olse Merksem HC et du KV Sasja HC Hoboken terminent, quant à eux, la saison respectivement 3e et 4e.
Dans le bas du classement, en Play-downs, le KTSV Eupen 1889 et la Jeunesse Jemeppe sont relégués, ils seront remplacés la saison suivante par le Waterloo ASH et le Sporting Neerpelt-Lommel II.

## Participants
| Club                   | Matricule | Classement 2009-2010 | Localisation | Entraîneur | Salle                             |
| ---------------------- | --------- | -------------------- | ------------ | ---------- | --------------------------------- |
| KTSV Eupen 1889        | 005       | 10e de D1            | Eupen        | ?          | Sportzentrum d'Eupen              |
| EHC Tournai            | 176       | 2e                   | Tournai      | ?          |                                   |
| HB Sint-Truiden        | 303       | 3e                   | Saint-Trond  | ?          | ?                                 |
| HC Kraainem            | 593       | 4e                   | Kraainem     | ?          |                                   |
| HK Waasmunster         | 357       | 5e                   | Waasmunster  | ?          | Sporthal Hoogendonck              |
| Jeunesse Jemeppe       | 66        | 6e                   | Seraing      | ?          | Hall omnisports des Bois de Monts |
| Olse Merksem HC        | 48        | 7e                   | Anvers       | ?          |                                   |
| HC DB Gent             | 182       | 8e                   | Gand         | ?          | ?                                 |
| HC Visé BM II          | 89        | 1er de D1 LFH        | Visé         | ?          | Hall Omnisports de Visé           |
| KV Sasja HC Hoboken II | 191       | ? de Superliga       | Anvers       | ?          |                                   |

### Localisation
| \| Jemeppe KTSV Eupen Waasmunster Sint-Truiden EHC Tournai Gand Olse Merksem HC KV Sasja II Visé II Kraainem \| Localisation des clubs engagés dans le championnat |
| Jemeppe KTSV Eupen Waasmunster Sint-Truiden EHC Tournai Gand Olse Merksem HC KV Sasja II Visé II Kraainem                                                          |

| # | Province                      | Nombre | Équipe(s)                                        |
| - | ----------------------------- | ------ | ------------------------------------------------ |
| 1 | Province de Liège             | 3      | Jeunesse Jemeppe, HC Visé BM II, KTSV Eupen 1889 |
| 2 | Province de Flandre-Orientale | 2      | HK Waasmunster, HC DB Gent                       |
| 2 | Province d'Anvers             | 1      | Olse Merksem HC, KV Sasja HC Hoboken II          |
| 3 | Province du Brabant flamand   | 1      | HC Kraainem                                      |
| 3 | Province de Limbourg          | 3      | HB Sint-Truiden                                  |
| 3 | Province de Hainaut           | 1      | EHC Tournai                                      |

## Organisation du championnat
La saison régulière est disputée par 10 équipes jouant chacune l'une contre l'autre à deux reprises selon le principe des phases aller et retour. Une victoire rapporte 2 points, une égalité, 1 point et, donc une défaite 0 point.
Après la saison régulière, les 4 équipes les mieux classées s'engagent dans les Play-offs tandis que les 6 autres s'engage en Play-downs. En Play-off, ces quatre formations s'affrontent en phase aller-retour mais lors duquel l'équipe classée première de la saison régulière part avec 4 points, le second, 3, le troisième, 2, le quatrième, 1. Après, ce tour, les deux meilleures équipes s'affrontent lors d'une finale au meilleur des trois dans laquelle, l'équipe ayant terminé deuxième, reçoit en premier. Les deux équipes ayant terminé aux deux dernières places, s'engage quant à elle dans un match pour la troisième place lors de laquelle, la formation classée troisième, reçoit.
En Play-downs, là aussi, les équipes ayant mieux terminée la phase régulière débutent avec un avantage au niveau des points. Ainsi, le cinquième de la phase classique commence avec 6 points, le sixième, 5, le septième, 4, le huitième, 3, le neuvième, 2 et le dixième avec 1 point. Ces six équipes s'affrontent dans le but de ne pas terminer au deux dernières places, synonyme de relégation au troisième niveau. 

## Compétition

### Saison régulière

#### Classement
|    | Équipe                 | Pts | J  | G  | N | P  | Bp  | Bc  | Diff |
| -- | ---------------------- | --- | -- | -- | - | -- | --- | --- | ---- |
| 1  | EHC Tournai            | 31  | 18 | 15 | 1 | 2  | 539 | 427 | 112  |
| 2  | Olse Merksem HC        | 26  | 18 | 13 | 0 | 5  | 477 | 442 | 35   |
| 3  | HKW Waasmunster        | 24  | 18 | 11 | 2 | 5  | 461 | 422 | 39   |
| 4  | KV Sasja HC Hoboken II | 17  | 18 | 8  | 1 | 9  | 482 | 474 | 8    |
| 5  | HC Visé BM II          | 15  | 18 | 7  | 1 | 10 | 449 | 478 | -29  |
| 6  | HC Kraainem            | 15  | 18 | 7  | 1 | 10 | 513 | 546 | -33  |
| 7  | HB Sint-Truiden        | 14  | 18 | 7  | 0 | 11 | 437 | 442 | -5   |
| 8  | HC DB Gent             | 14  | 18 | 7  | 0 | 11 | 460 | 480 | -20  |
| 9  | Jeunesse Jemeppe       | 13  | 18 | 6  | 1 | 11 | 458 | 511 | -53  |
| 10 | KTSV Eupen 1889        | 11  | 18 | 6  | 1 | 12 | 486 | 540 | -54  |

|                 | Qualifié en Play-offs                    |
|                 | Play-downs                               |
| en augmentation | Promu 2010                               |
| en diminution   | relégué de Division 1 en début de saison |

#### Matchs
| Résultats (dom.\ext.)                                      | KTSV  | WAA   | GEN   | HOU   | JEM   | OME   | KRA   | S-T   | EHC   | VIS   |
| KTSV Eupen 1889                                            |       | 30-30 | 31-30 | 32-28 | 24-30 | 25-26 | 29-33 | 30-29 | 29-40 | 27-23 |
| HKW Waasmunster                                            | 32-30 |       | 26-15 | 32-19 | 28-21 | 15-17 | 32-26 | 23-20 | 21-28 | 26-22 |
| HC DB Gent                                                 | 32-30 | 21-23 |       | 30-24 | 25-19 | 26-32 | 35-27 | 24-23 | 25-27 | 22-24 |
| KV Sasja HC Hoboken II                                     | 26-27 | 21-23 | 26-21 |       | 33-21 | 26-25 | 27-30 | 27-25 | 31-23 | 24-20 |
| Jeunesse Jemeppe                                           | 28-22 | 24-29 | 26-32 | 27-38 |       | 26-23 | 32-26 | 21-19 | 20-38 | 33-29 |
| Olse Merksem HC                                            | 30-26 | 26-27 | 24-17 | 27-23 | 29-21 |       | 31-28 | 24-22 | 18-22 | 25-24 |
| HC Kraainem                                                | 33-26 | 27-27 | 22-34 | 38-33 | 33-31 | 31-33 |       | 33-32 | 25-32 | 29-25 |
| HB Sint-Truiden                                            | 28-20 | 22-20 | 29-23 | 21-25 | 26-24 | 24-25 | 26-23 |       | 24-20 | 20-19 |
| EHC Tournai                                                | 36-26 | 27-22 | 36-19 | 25-24 | 26-26 | 35-32 | 29-25 | 32-23 |       | 28-20 |
| HC Visé BM II                                              | 26-22 | 26-25 | 31-29 | 27-27 | 31-28 | 24-30 | 32-24 | 29-24 | 17-35 |       |
| - Victoire à domicile - Match nul - Victoire à l'extérieur |       |       |       |       |       |       |       |       |       |       |

### Play-offs

#### Classement
|   | Équipe                 | Pts | J | G | N | P | Bp  | Bc  | Diff |
| - | ---------------------- | --- | - | - | - | - | --- | --- | ---- |
| 1 | EHC Tournai            | 14  | 6 | 5 | 0 | 1 | 174 | 124 | 50   |
| 2 | HKW Waasmunster        | 8   | 6 | 3 | 0 | 3 | 135 | 135 | 0    |
| 3 | KV Sasja HC Hoboken II | 6   | 6 | 2 | 1 | 3 | 129 | 167 | -38  |
| 4 | Olse Merksem HC        | 6   | 6 | 1 | 1 | 4 | 136 | 148 | -12  |

|  | Qualification pour la finale                        |
|  | Qualification pour le match pour la troisième place |

#### Matchs
| Résultats (dom.\ext.)                                      | TOU   | WAA   | SAS   | OME   |
| EHC Tournai                                                |       | 28-24 | 40-21 | 23-17 |
| HKW Waasmunster                                            | 23-19 |       | 24-20 | 23-25 |
| KV Sasja HC Hoboken II                                     | 16-37 | 21-17 |       | 23-23 |
| Olse Merksem HC                                            | 23-27 | 22-24 | 26-28 |       |
| - Victoire à domicile - Match nul - Victoire à l'extérieur |       |       |       |       |

#### Finales

##### Match pour la troisième place
| 12 mai 2012 | KV Sasja HC Hoboken II | 27 - 30 | Olse Merksem HC | Sportcomplex Sorghvliedt, Anvers |

##### Finale
| 12 mai 2012 | HKW Waasmunster | 21 - 25 | EHC Tournai | Sporthal Hoogendonck, Waasmunster |

| 17 mai 2012 | EHC Tournai | 25 - 18 | HKW Waasmunster | Hall des Sports de la C.E.T., Tournai |

- EHC Tournai 2 - 0 HKW Waasmunster

### Play-downs

#### Classement
|   | Équipe           | Pts | J  | G | N | P | Bp  | Bc  | Diff |
| - | ---------------- | --- | -- | - | - | - | --- | --- | ---- |
| 1 | HB Sint-Truiden  | 17  | 10 | 6 | 1 | 3 | 283 | 276 | 7    |
| 2 | HC Visé BM II    | 14  | 10 | 4 | 0 | 6 | 273 | 297 | -24  |
| 3 | HC Kraainem      | 13  | 10 | 4 | 0 | 6 | 274 | 268 | 6    |
| 4 | HC DB Gent       | 13  | 10 | 4 | 2 | 4 | 274 | 269 | 5    |
| 5 | KTSV Eupen 1889  | 12  | 10 | 5 | 1 | 4 | 315 | 306 | 9    |
| 6 | Jeunesse Jemeppe | 12  | 10 | 4 | 2 | 4 | 266 | 269 | -3   |

|  | Relégation au troisième niveau |

#### Matchs
| Résultats (dom.\ext.)                                      | S-T   | VIS   | KRA   | GEN   | KTSV  | JEM   |
| HB Sint-Truiden                                            |       | 32-27 | 26-25 | 30-35 | 34-30 | 29-26 |
| HC Visé BM II                                              | 20-29 |       | 27-29 | 27-22 | 40-33 | 22-31 |
| HC Kraainem                                                | 30-26 | 42-24 |       | 24-19 | 31-32 | 25-26 |
| HC DB Gent                                                 | 20-24 | 27-26 | 28-22 |       | 30-30 | 37-29 |
| KTSV Eupen 1889                                            | 40-30 | 27-31 | 37-25 | 30-29 |       | 28-23 |
| Jeunesse Jemeppe                                           | 23-23 | 25-29 | 23-21 | 27-27 | 33-28 |       |
| - Victoire à domicile - Match nul - Victoire à l'extérieur |       |       |       |       |       |       |

### Champion
| Champion de Belgique masculin de handball de Division 2 2011-2012 Estudiantes Handball Club Tournai 1er titre |

## Bilan

### Classement final
| Rang | Équipe                 |
| ---- | ---------------------- |
| 1er  | EHC Tournai            |
| 2e   | HKW Waasmunster        |
| 3e   | Olse Merksem HC        |
| 4e   | KV Sasja HC Hoboken II |
| 5e   | HB Sint-Truiden        |
| 6e   | HC Visé BM II          |
| 7e   | HC Kraainem            |
| 8e   | HC DB Gent             |
| 9e   | KTSV Eupen 1889        |
| 10e  | Jeunesse Jemeppe       |

|                 | Qualifiés pour la Division 1 |
|                 | Relégués au troisième niveau |
| en augmentation | Promu de début de saison     |
| en diminution   | Relégué de début de saison   |

### Bilan de la saison
| Tableau d'honneur de la saison 2010-2011 |                                  |               |       |       |
| Compétition                              | Vainqueur                        | Commentaire   |       |       |
| Championnat de Belgique                  | EHC Tournai                      | 1er titre     |       |       |
| Promotions et relégations                |                                  |               |       |       |
| Promu de Superliga (Ligue flamande)      | Sporting Neerpelt-Lommel II      | ? (Superliga) |       |       |
| Promu de D1 LFH (Ligue francophone)      | Waterloo ASH                     | 1er (D1 LFH)  |       |       |
| Relégation en Superliga (Ligue flamande) | Aucun                            | Aucun         | Aucun | Aucun |
| Relégation en D1 LFH (Ligue francophone) | KTSV Eupen 1889 Jeunesse Jemeppe | 9e 10e        |       |       |